# Kamerunské hory
Kamerunské hory, také tzv. Kamerunská linie (francouzsky Ligne du Cameroun, anglicky Cameroon line) je pásmo vulkánů ve středozápadní části Afriky. Rozkládá se na ostrovech v Guinejském zálivu a dále především na území Kamerunu, ve směru z jihozápadu na severovýchod. Dále zasahuje na území Rovníkové Guiney, Svatého Tomáše a Princova ostrova a Nigérie.

## Geografie
Délka horského pásma je 1 600 km, šířka 100 km. Nejvyšší horou a hlavním centrem pohoří je Kamerunská hora (4 095 m). Dále na pevnině směrem k severovýchodu jsou nejvýznamnější vrcholy Manengouba (2 396 m), Bamboutous (2 740 m), Lefo (2 550 m), Mount Oku (3 008 m) a Gotel (2 418 m). Linii uzavírá Mandarské pohoří již ve vzdálenosti necelých 200 km od Čadského jezera. Ve směru k jihozápadu (od Kamerunské hory) Kamerunské hory tvoří ostrovy Bioko (Pico Basile, 3 008 m), Princův ostrov (Pico de Príncipe, 948 m), Svatý Tomáš (Sao Tomé, 2 024 m) a ostrov Annobón ( Quioveo, 598 m).